# Panjab (Índia)

Ubicació del Panjab a l'Índia

El Panjab (en panjabi ਪੰਜਾਬ, en hindi पंजाब) és un estat del nord-oest de l'Índia, a la frontera amb el Pakistan. Té una superfície de 50.362 km² i una població de 24.289.296 habitants (l'any 2001). La capital és Chandigar, tot i que la ciutat principal és Ludhiana. La llengua oficial és el panjabi i la religió majoritària, practicada per un 60% de la població, el sikhisme.

## Demografia
Des de la independència, la població de la província als cens desenals és la següent:
- 1951: 9.161.000
- 1961: 11.135.000
- 1971: 13.551.000
- 1981: 16.788.915
- 1991: 20.281.969
- 2001: 24.289.296

## Divisió Administrativa

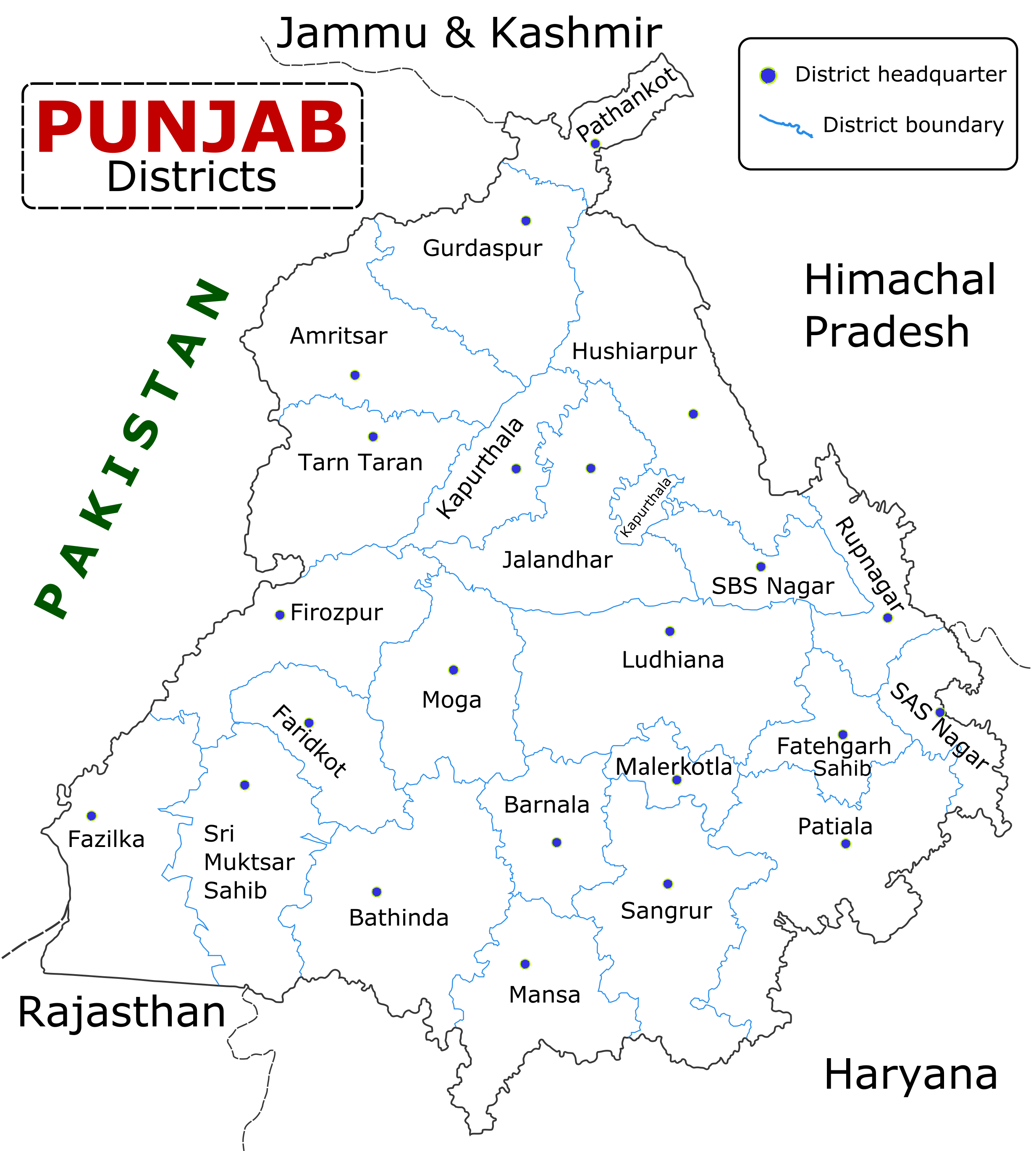
Districtes del Panjab

El Panjab està dividit en 4 subdivisions i 20 districtes: 
Divisions:

- Divisió de Firozpur
- Divisió de Faridkot
- Divisió de Patiala
- Divisió de Jalandhar

Districtes:

- Districte d'Amritsar
- Districte de Barnala
- Districte de Bathinda
- Districte de Firozpur
- Districte de Fatehgarh
- Districte de Faridkot
- Districte de Gurdaspur
- Districte d'Hoshiarpur
- Districte de Jalandhar
- Districte de Kapurthala
- Districte de Ludhiana
- Districte de Mansa
- Districte de Moga
- Districte de Mohali
- Districte de Muktsar
- Districte de Patiala
- Districte de Rupnagar
- Districte de Sangrur
- Districte de Shahid Bhagat Singh Nagar
- Districte de Tarn Taran

## Història
El 15 d'agost de 1947 la província del Panjab sota domini britànic es va repartir entre l'Índia i el Pakistan que van rebre respectivament la part oriental (Panjab Oriental) i la part occidental (Panjab Occidental). La partició va suposar, ja el mateix dia, violentes represàlies per part de la comunitat sikh —majoria a la regió, d'on n'és originària— vers els barris i camps de refugiats musulmans, sobretot als districtes d'Amritsar i Patiala. Dins l'Índia el Panjab Oriental va constituir una província fins al 1950 quan va esdevenir l'estat del Panjab el 26 de gener d'aquest any. Llavors la província del Panjab Occidental al Pakistan fou rebatejada província del Panjab.
El govern de la província va estar en mans del Partit del Congrés sense problemes fins al 1967. Llavors va formar govern l'Autoritat per Afers Polítics dels Sikhs (Shiromani Akil Dal/Authority for the Political Matters of Sikhs, anagrama SAD), un partit religiós sikh, seguit al cap de poc per l'Associació Popular (Janapa Parishad), oposició de dretes, però sempre en precari fins que el president va assolir el govern directe (1968-1969) fins a les noves eleccions que van reproduir la situació amb governs alterns dels mateixos partits sense majoria parlamentària sòlida. Un altre govern directe (1971-1972) va permetre el retorn del Congrés, però el 1977 la situació nacional va imposar el govern directe (1977) i les noves eleccions van donar el poder al partit religiós sikh.
El 1980 es va imposar altre cop el govern directe, i a les noves eleccions el 1980, el Partit del Congrés-Indira va aconseguir la majoria i va formar govern, del que fou apartat per un nou govern presidencial el 1983 quan l'agitació al Panjab i la guerrilla separatista sikh estava en el seu moment més actiu, amb els fets del temple daurat d'Amritsar (juny de 1984) i la proclamació de la república de Khalistan a l'exili de Londres el 13 de juny de 1984 dirigida per Jagit Singh Chauhan (es va dissoldre el 2007), seguit tot de l'assassinat el 31 d'octubre de 1984 d'Indira Gandhi pels seus guàrdies sikhs.
El 1985, quan la situació va millorar, el partit religiós sikh, oposat a la violència, va aconseguir el poder (alguns parents dels guàrdies sikhs autors de la mort d'Indira foren elegits), però la situació no era prou estable i altre cop es va imposar el govern directe que va durar fins al 1992. A les eleccions d'aquest any va triomfar el partit del Congrés (ja reunificat) que va governar fins al 1997 (incloent un govern del 1995 al 1996 del Punjab Pradesh Congress, una branca regional fidel a Sonia Gandhi). El 1997 va tornar al poder el partit religiós sikh donant pas (2002-2007) altre cop al Partit del Congrés i aquest el 2007 altre cop al partit religiós, en una clàssica alternança de poder.

## Governants

### Governadors
- Sir Chandulal Madhavlal Trivedi 1947-1953
- C.P.N. Singh 1953-1958
- Narhar Vishnu Gadgil 1958-1962
- Pattom Thanu Pillai 1962-1964
- Hafiz Muhammad Ibrahim 1964-1965
- Sardar Ujjal Singh 1965-1966
- Dharma Vira 1966-1967
- Mehar Singh 1 de jyny a 16 d'octubre de 1967
- Dadasaheb Chintanani Pavate 1967-1973
- Mahendra Mohan Choudhury 1973-1977
- Ranjit Singh Narula 1 a 24 de setembre de 1977
- Jaisukh Lal Hathi 1977 - 1981
- Aminuddin Ahmad Khan 1981-1982
- Marri Channa Reddy 1982-1983
- S.S. Sandhawalia 7 a 21 de febrer de 1983
- Anant Prasad Sharma 21 de fenrer a 10 d'octubre de 1983
- Bhairab Dutt Pande 1983-1984
- Kershasp Tehmurasp Satarawala 1984-1985
- Arjun Singh 14 de març a 14 de novembre de 1985
- Hokishe Sema 14 de novembre a 26 de novembre de 1985
- Shankar Dayal Sharma 1985-1986
- Siddharta Shankar Ray 1986-1989
- Nirmal Mukarji 1980-1990
- Virendra Verma 14 de juny a 18 de desembre de 1990
- Om Prakash Malhotra 1990-1991
- Surendra Nath 1991-1994
- Sudhakar Panditrao Kurdukar 10 de juliol a 18 de setembre de 1994
- B.K.N. Chhibber 1994-1999
- Jack Frederick Ralph Jacob 1999-2003
- Om Prakash Verma 2003-2004
- Akhlaqur Rahman Kidwai 3 a 16 de novembre de 2004
- S.F. Rodrigues 2004-2010
- Shivraj Vishwanath Patil 2010-

### Ministres en cap
- Gopichand Bhargava 1947-1949 (Partit del Congrés)
- Bhim Sen Sachar 13 d'abril a 18 d'octubre de 1949
- Gopichand Bhargava (segona vegada) 1949-1951 (Partit del Congrés)
- Govern presidencial 20 de juny de 1951 - 17 d'abril de 1952
- Bhim Sen Sachar (segona vegada) 1952 - 1956 (Partit del Congrés)
- Sardar Pratap Singh Kairon 1956-1964 (Partit del Congrés)
- Ram Kishan 1984-1966 (Partit del Congrés)
- Govern presidencial 5 de juliol a 1 de novembre de 1966
- Gurumukh Singh Musafir 1966 - 1967 (Partit del Congrés)
- Sardar Gurinam Singh 8 de març a 25 de novembre de 1967 (Autoritat per afers polítics dels sikhs (Shiromani Akil Dal/Authority for the Political Matters of Sikhs, SAD)
- Sardar Lachhman Singh Gill 1967-1968 (Janata Parishad JP, Associació Popular)
- Govern presidencial 23 d'agost de 1968 - 17 de febrer de 1969
- Sardar Gurinam Singh (segona vegada) 1969-1970 (Janata Parishad JP, Associació Popular)
- Prakash Singh Badal 1970-1971 (Autoritat per afers polítics dels sikhs (Shiromani Akil Dal/Authority for the Political Matters of Sikhs, SAD)
- Govern presidencial 14 de juny de 1971 - 17 de març de 1972
- Zail Singh 1972-1977 (Partit del Congrés)
- Govern presidencial 30 d'abril de 1977 - 20 de juny de 1977
- Prakash Singh Badal (segona vegada) 20 de juny de 1977 - 17 de febrer de 1980 (Autoritat per afers polítics dels sikhs (Shiromani Akil Dal/Authority for the Political Matters of Sikhs, SAD)
- Govern presidencial 17 de febrer de 1980 - 7 de juny de 1980
- Darbara Singh 1980-1983 (Partit del Congrés-Indira)
- Govern presidencial 6 d'octubre de 1983 - 29 de setembre de 1985
- Surjit Singh Barnala 1985 - 1987 (Autoritat per afers polítics dels sikhs (Shiromani Akil Dal/Authority for the Political Matters of Sikhs, SAD)
- Govern presidencial 11 de maig de 1987 - 25 de febrer de 1992
- Beant Singh 1992 - 1995 (Partit del Congrés)
- Harcharan Singh Brar 1995 - 1996 (Punjab Pradesh Congress Comitee PCC)
- Sra. Rajinder Kaur Bhattal 1996 - 1997 (Partit del Congrés)
- Prakash Singh Badal (tercera vegada) 1997 - 2002 (Autoritat per afers polítics dels sikhs (Shiromani Akil Dal/Authority for the Political Matters of Sikhs, SAD)
- Amarinder Singh 2002 - 2007 (Partit del Congrés)
- Prakash Singh Badal (quarta vegada) 2007- (Autoritat per afers polítics dels sikhs (Shiromani Akil Dal/Authority for the Political Matters of Sikhs, SAD).